# Abbie Eaton
Abigail Eaton, detta Abbie (Kingston upon Hull, 2 gennaio 1992), è una pilota automobilistica britannica, originaria dello East Yorkshire, diventata celebre per essere test driver ufficiale, dalla seconda stagione, della serie televisiva The Grand Tour.
Oltre che pilota è anche istruttice di guida sportiva della Association of Racing Driver Schools presso il Circuito di Silverstone. Anche il padre, Paul Eaton, è stato un pilota automobilistico.

## Carriera

### Karting
Inizia le prime gare in kart all'età di 10 anni nella classe Comer cadet, conquistando numerosi podi e vittorie. Negli anni successivi continua la carriera kartistica passando alla categoria Minimax, poi alla Junior Max per concludere poi nella categoria Super 1 series.

### SAXMAX
Nel 2007 passa alla SAXMAX, una categoria per giovani piloti che utilizza delle Citroën Saxo, conquistando un quarto posto come miglior risultato. Nel 2008 partecipa ad un'altra stagione nello stesso campionato, concludendolo al quarto posto con tre podi e due giri veloci.

### Production Touring Car Trophy
Nel 2009 partecipa al campionato Production Touring Car Trophy con una Vauxhall Corsa SRi-R. Vince la classe B del campionato con 15 vittorie per un totale di 16 podi su 18 gare e sette giri veloci.

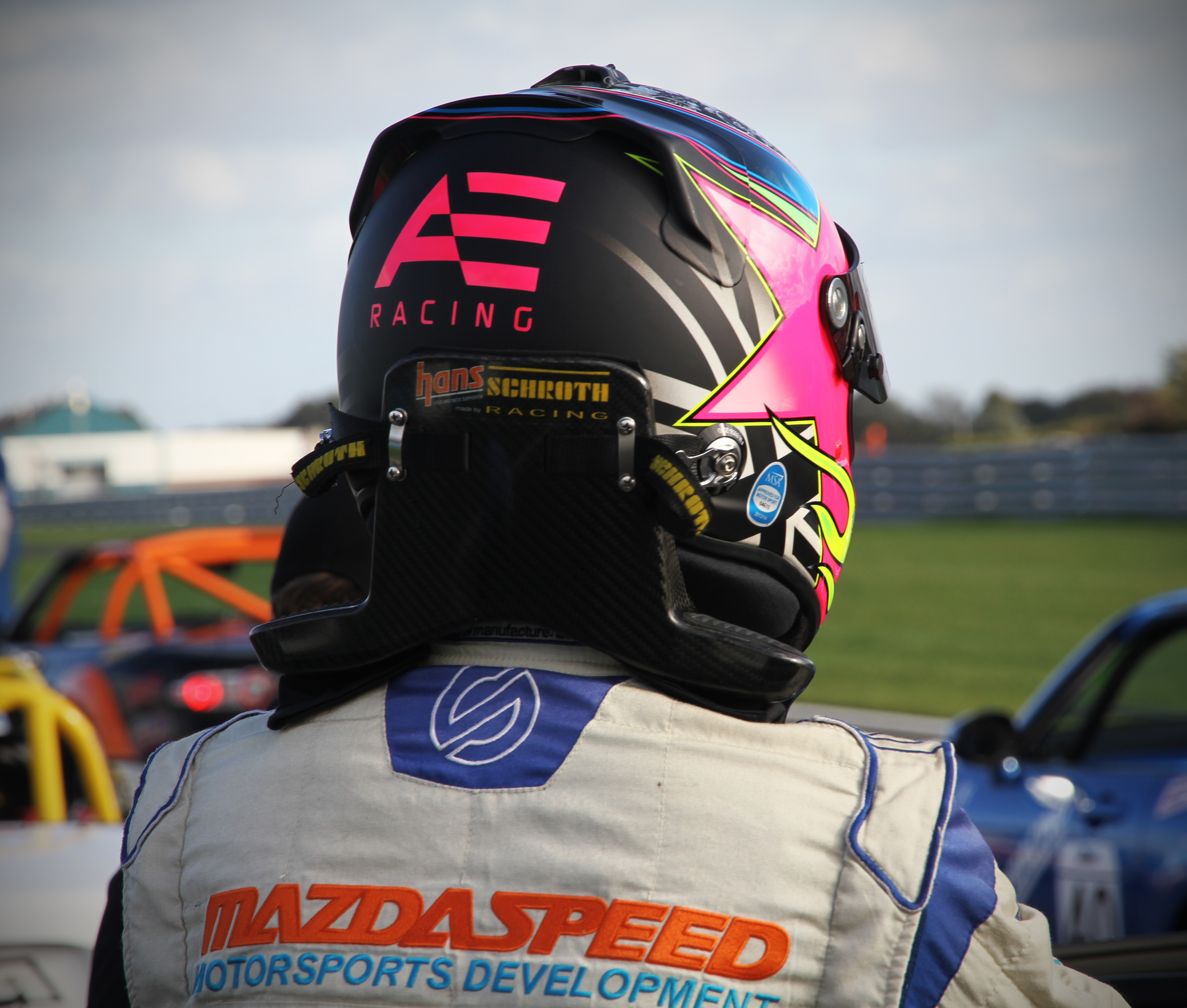
Il casco di Abbie Eaton nel 2014

L'anno successivo avrebbe dovuto debuttare nel campionato GT inglese ma si ritrovò senza team a poche settimane dall'inizio del campionato. Partecipò quindi ad una sola gara del campionato Mazda MX-5 Mk1.

### Mazda MX-5 Cup e Supercup
Nel 2011 corre con una Mazda MX-5 Cup ma è costretta a saltare alcune gara a causa del budget limitato. A fine campionato sarà riuscita ad arrivare per undici volte nella top-ten e con un terzo posto come miglior risultato in qualifica. Nel 2012 prosegue nello stesso campionato ma lo lascia dopo alcune gare per via di questioni familiari.
Nel 2013 partecipa alle ultime 3 tappe del campionato Mazda MX-5 Supercup conquistando una vittoria, due secondi ed un terzo posto.
Nel 2014 gareggia per l'intera stagione nello stesso campionato e con cinque vittorie, sette podi, sei giri veloci e due pole position si aggiudica la vittoria del campionato inglese. Emblematica è una delle gare sul Circuito Anglesey in cui ottiene la pole con 8 decimi di vantaggio sul secondo classificato, la vittoria e il giro veloce in gara e registra il nuovo record sul giro del circuito.

### Vetture Gran Turismo

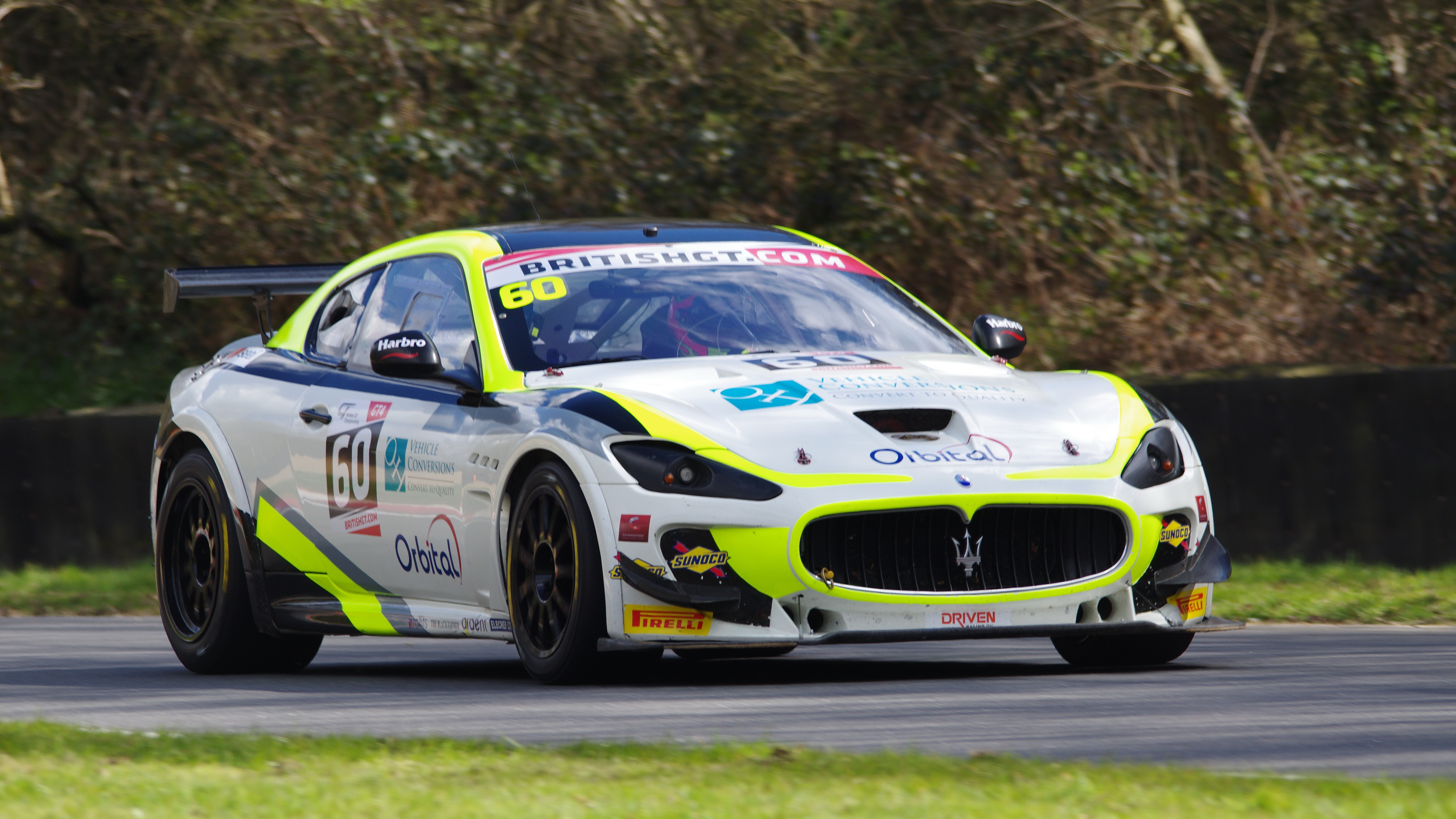
Abbie Eaton e Marcus Hoggarth sul Circuito di Brands Hatch nel 2016

Il 2015 è il suo anno di passaggio alle vetture Gran Turismo, partecipa infatti al campionato inglese GT Cup con una BMW E46 M3 GTR del team Geoff Steel Racing. Conquista una vittoria, otto podi e tre giri veloci.
Nel 2016 si sposta nel campionato GT inglese, dove condivide con Marcus Hoggarth una Maserati GranTurismo MC GT4, riportando così nel campionato una vettura del marchio italiano dopo 20 anni dall'ultima apparizione. Concludono il campionato al 4º posto generale e al secondo posto nel campionato Pro/Am.
Per il 2017 decide di prendere un anno di pausa dalle gare e partecipa come wild card alla gara di Monza del campionato Blancpain GT Series con una Ferrari 488 GT3 del team AF Corse, che divide con Alex Demirdjian e Davide Rizzo. Ottiene la vittoria della classe Am, diventando la prima donna a vincere una gara del campionato.

## Risultati

### Riassunto
| Stagione | Campionato                             | Team                          | Gare | Vittore | PP | GV | Podi | Punti | Posizione |
| -------- | -------------------------------------- | ----------------------------- | ---- | ------- | -- | -- | ---- | ----- | --------- |
| 2008     | Saxmax                                 | Eaton Motorsport              | 12   | 0       | 0  | 2  | 3    | 176   | 4º        |
| 2009     | Production Touring Car Championship    | Thorney Motorsport            | 18   | 15      | 2  | 7  | 16   | 173   | 1º        |
| 2010     | Mazda MX-5 Championship                | Eaton Motorsport              | 1    | 0       | 0  | 0  | 1    | -     | -         |
| 2013     | Mazda MX-5 SuperCup                    | Eaton Motorsport              | 8    | 1       | 0  | 1  | 6    | -     | -         |
| 2014     | Mazda MX-5 Supercup                    | AE Racing                     | 18   | 5       | 2  | 4  | 7    | 1448  | 1º        |
| 2015     | GT Cup                                 | Geoff Steel Racing            | 17   | 1       | -  | 2  | 8    | 403   | -         |
| 2016     | British GT Championship                | Ebor GT                       | 9    | -       | -  | -  | 1    | 106   | 4º        |
| 2017     | Blancpain GT Series Endurance Cup - Am | AF Corse                      | 1    | 1       | 0  | 0  | 1    | 25    | 14°       |
| 2017     | British GT Championship - GT4          | Autoaid/RCIB Insurance Racing | 1    | 0       | 0  | 0  | 0    | 12    | 21°       |
| 2019     | Super2 Series                          | Matt Stone Racing             | 3    | 0       | 0  | 0  | 0    | 76    | 23°       |
| 2019–20  | Jaguar I-Pace eTrophy                  | Jaguar VIP Car                | 5    | 0       | 0  | 0  | 0    | 0     | N/C       |
| 2021     | GT Cup Championship - GTO              | JMH Automotive                | 5    | 3       | 4  | 4  | 3    | 58    | 1°*       |
| 2021     | Britcar Endurance Championship - Praga | Team Praga Three Lions        | 2    | 1       | 1  | 2  | 1    | 52    | 2°*       |
| 2021     | W Series                               | N.D.                          |      |         |    |    |      |       |           |

* Stagione in corso.

## Carriera televisiva
Nel 2016 appare nella serie tv inglese Drive come coach del rapper Professor Green in varie sfide automobilistiche nel corso delle cinque puntate. Nell'ultimo episodio i due vengono dichiarati vincitori.
Eaton viene scelta come test driver ufficiale per la seconda stagione di The Grand Tour al posto di Mike Skinner. Viene annunciata dal presentatore James May nel novembre 2017.
Appare per la prima volta nella seconda puntata della stagione, dove guida una Mercedes-Benz AMG GT di colore verde per un giro veloce sull'Eboladrome.